# Ray Davies
Raymond Douglas (Ray) Davies (Fortis Green, Londen, 21 juni 1944) is een singer-songwriter en gitarist, het meest bekend van de Britse band The Kinks.

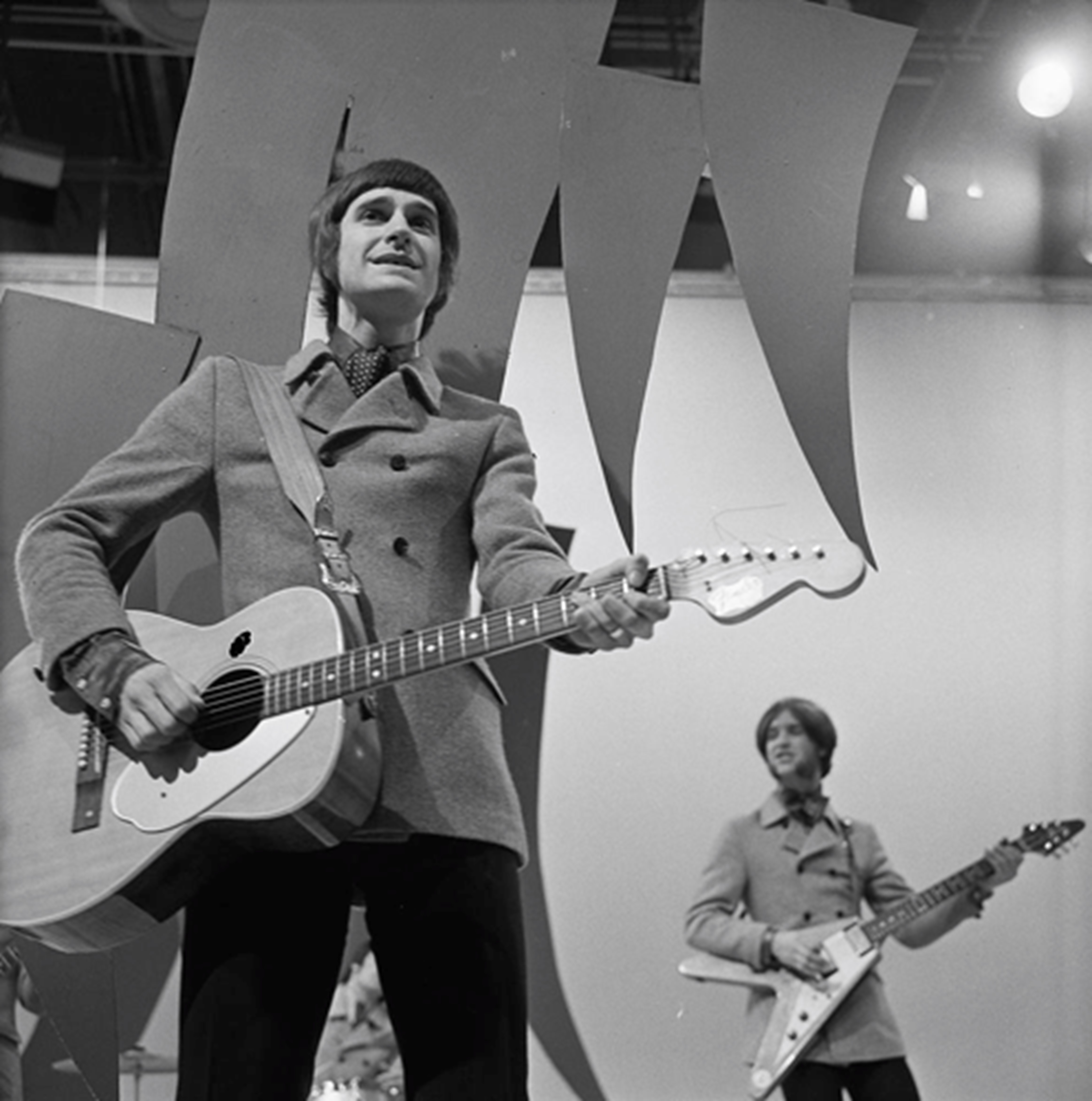
Ray Davies & The Kinks in Fanclub, 1967

Hij is de oudere broer van gitarist Dave Davies. Ray Davies is de drijvende kracht geweest achter de popgroep The Kinks, die haar successen voornamelijk in de jaren 1964-1975 kende. Davies is verantwoordelijk voor vrijwel alle composities die de groep op de plaat heeft gezet. Zijn songteksten kenmerken zich vooral door een ironische houding ten opzichte van de Engelse middenklasse.
Na zijn betrokkenheid bij The Kinks heeft Davies zich met wisselend succes op enkele soloprojecten gestort.
Op zondagavond 12 augustus 2012 trad hij live op tijdens de sluitingsceremonie van de Olympische Zomerspelen 2012 in Londen. Hij zong het nummer Waterloo Sunset.
In 1994 verscheen bij Penguin het door Ray Davies geschreven boek "X-Ray" als ongeautoriseerde autobiografie.

## Prijzen

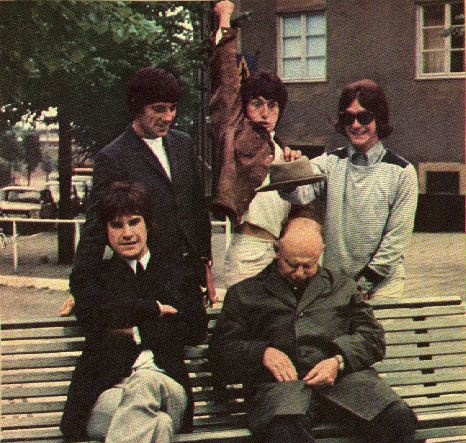
The Kinks, 1965

- Op 17 maart 2004 ontving Davies de CBE van koningin Elizabeth II voor "Services to Music."
- Op 22 juni 2004 won Davies de Songwriter Award van het tijdschrift Mojo, dat hem omschreef als "an artist whose career has been defined by his ability to pen classic material on a consistent basis."
- Davies en The Kinks waren de derde Britse band (samen met The Who) die werden opgenomen in de Rock and Roll Hall of Fame in 1990. Ze werden opgenomen in de UK Music Hall of Fame in 2005.
- Op 3 oktober 2006, ontving Davies de BMI Icon Award
- Op 31 december 2016 werd Ray door Koningin Elisabeth geridderd, hij mag zich sindsdien Sir Ray Davies laten noemen.

## Discografie

### Albums
| Album met eventuele hitnotering(en) in de Nederlandse Album Top 100 | Datum van verschijnen | Datum van binnenkomst | Hoogste positie | Aantal weken | Opmerkingen                        |
| ------------------------------------------------------------------- | --------------------- | --------------------- | --------------- | ------------ | ---------------------------------- |
| Return to Waterloo                                                  | 1985                  | -                     |                 |              |                                    |
| The storyteller                                                     | 1998                  | -                     |                 |              |                                    |
| Other people's lives                                                | 21-02-2006            | 25-02-2006            | 70              | 4            |                                    |
| Working man's café                                                  | 2007                  | -                     |                 |              |                                    |
| The Kinks choral collection                                         | 17-07-2009            | 22-08-2009            | 96              | 1            | met The Crouch End Festival Chorus |
| See my friends                                                      | 29-10-2010            | 06-11-2010            | 54              | 3            |                                    |
| Americana                                                           | 2017                  | 29-04-2017            | 18              | 3            |                                    |
| Our Country - Americana Act II                                      | 2018                  | 07-07-2018            | 63              | 1            |                                    |

| Album met hitnotering(en) in de Vlaamse Ultratop 200 albums | Datum van verschijnen | Datum van binnenkomst | Hoogste positie | Aantal weken | Opmerkingen |
| ----------------------------------------------------------- | --------------------- | --------------------- | --------------- | ------------ | ----------- |
| See my friends                                              | 2010                  | 13-11-2010            | 35              | 3            |             |